# Долматова, Ирэна Эрнестовна
Ирэна Эрнестовна Долматова (род. 13 июля 1962 года, Москва, РСФСР, СССР) — российский художник, дизайнер, искусствовед, член-корреспондент РАХ (2016), академик РАХ (2022).

## Биография
Родилась 13 июля 1962 года в Москве, где живёт и работает.
В 1987 году — окончила Московский областной педагогический институт имени Н. К. Крупской.
С С 2011 года — работает в Российской академии художеств; начальник Управления протокола и наградной деятельности (2012—2017), начальник Управления дизайна и новейших художественных технологий (с 2017 года по настоящее время).
С 2012 года — член Союза дизайнеров России, с 2015 года — член Творческого союза художников России, с 2019 года — член Союза художников России, Московского Союза художников.
В 2016 году — избрана членом-корреспондентом Российской академии художеств от Отделения дизайна.
В 2021 году — окончила Донской государственный технический университет по программе повышения квалификации «Арт-технологии в образовательном процессе. Творческий кластер: живопись, графика, скульптура, дизайн».
В 2022 году — окончила Российский государственный художественно-промышленный университет имени С. Г. Строганова по программе «Всеобщая история и теория искусства».
Заведующая кафедрой дизайна Российской государственной специализированной академии искусств.
С 2022 года - избрана академиком (действительным членом) Российской академии художеств.

## Творческая деятельность
Основные произведения: дизайн-проекты оформления интерьеров частных домов в коттеджных поселках «Аносино», «Бузланово», «Княжье озеро», «Небелунговка», «Светлогорье», «Глагольево парк» и других; серии живописных работ и горячих эмалей.
Произведения находятся в собрании художественного музея Финикса (Аризона, США) и в частных коллекциях России, Латвии, США, Греции и Израиля.
Организатор и участник конференций, круглых столов, выставок и симпозиумов в различных регионах России с 2017 года, автор проекта "живописные полотна в дизайне интерьера".

## Награды
Общественные награды
- Орден «Карл Фаберже — Придворный ювелир» № 236 (2018)
- Почетный орден «Шамшуренков Леонтий Лукьянович» (2018)
- Медаль Союза художников России "За развитие традиций" №180 (2025)

Награды РАХ
- Медаль «За заслуги перед Академией» (2013)
- Золотая медаль (2015)
- Медаль "Достойному" (2024)